# نيكولاي تودوروف
نيكولاي تودوروف (بالبلغارية: Николай Тодоров) هو لاعب كرة قدم بلغاري في مركز الهجوم، ولد في 24 أغسطس 1996 في بلفن في بلغاريا. لعب مع نوتينغهام فورست.

## وصلات خارجية
- نيكولاي تودوروف على موقع قاعدة بيانات كرة القدم.إي يو (الإنجليزية)
- نيكولاي تودوروف على موقع Soccerbase.com (لاعب) (الإنجليزية)
- نيكولاي تودوروف على موقع Soccerway.com (الإنجليزية)